# Baloghia
Baloghia is een geslacht uit de wolfsmelkfamilie (Euphorbiaceae). De soorten komen voor in Australië en op het eiland Nieuw-Caledonië.

## Soorten
- Baloghia alternifolia Baill.
- Baloghia anisomera Guillaumin
- Baloghia balansae (Baill.) Pax
- Baloghia brongniartii (Baill.) Pax
- Baloghia buchholzii Guillaumin
- Baloghia bureavii (Baill.) Schltr.
- Baloghia deplanchei (Baill.) Pax
- Baloghia drimiflora (Baill.) Schltr.
- Baloghia inophylla (G.Forst.) P.S.Green
- Baloghia marmorata C.T.White
- Baloghia montana (Müll.Arg.) Pax
- Baloghia neocaledonica (S.Moore) McPherson
- Baloghia parviflora C.T.White
- Baloghia pininsularis Guillaumin
- Baloghia pulchella Schltr. ex Pax

... · 
Acalypha · 
Adriana · 
Agrostistachys · 
Alchornea · 
Aleurites · 
Anthostema · 
Blachia · 
Chrozophora · 
Cnidosculus · 
Croton · 
Dalechampia · 
Euphorbia (Wolfsmelk) · 
Hevea · 
Hieronyma · 
Hippomane · 
Homalanthus · 
Hura · 
Hylandia · 
Jatropha · 
Mabea · 
Macaranga · 
Mallotus · 
Manihot · 
Mercurialis (Bingelkruid) · 
Plukenetia · 
Ricinus · 
Sebastiania · 
Shirakiopsis · 
Tragia · 
...